# Alan Weisman
Alan H. Weisman (Minneapolis, 1947. március 24. –) amerikai író, egyetemi tanár és újságíró.

## Oktatás és karrier
Weisman 1947. március 24-én született a minnesotai Minneapolisban. A Northwestern Egyetemen szerzett alapdiplomát irodalomból és mesterdiplomát újságírásból. 2004 és 2013 között az Arizonai Egyetem újságírás és latin-amerikai tanulmányok professzora volt, ahol a nemzetközi újságírás éves terepprogramját vezette. Emellett írást és újságírást tanított a Prescott College-ban és a Williams College-ban, valamint Fulbright-ösztöndíjas volt Kolumbiában.

## Munkái
Számos könyvet írt és számos nemzetközi díjat nyert újságírói és irodalmi munkásságáért. Művei közé tartozik a kritikusok által nagyra értékelt The World Without Us (A világ nélkülünk), amely a bolygó emberiség utáni forgatókönyvét írja le, valamint a Countdown: Our Last, Best Hope for a Future on Earth? (Visszaszámlálás: Utolsó, legjobb reményünk a jövőre a Földön?) című könyvét, amely a Los Angeles Times tudományos és technológiai könyvdíjának jelöltjei közé került. További művei között szerepel a Gaviotas: A Village to Reinvent the World (1998), amely elnyerte a Global Ideas Bank társadalmi találmányokért járó díját, az An Echo In My Blood (1999), a La Frontera: The United States Border With Mexico és a We, Immortals (1979). Tudósításai a világ minden tájáról megjelentek a Harper's, a The New York Times Magazine, a Los Angeles Times magazin, az Atlantic Monthly, az Orion, az Audubon, a Mother Jones, a Discover, a Condé Nast Traveler, a Resurgence és számos antológiában, köztük a The Best American Science Writing 2006-ban.
Weisman a Homelands Productions rádiós dokumentumfilmek producere is, riportokat készít a National Public Radio és az American Public Media számára.

## Díjak és médiafigyelem
Díjai és elismerései között szerepel a Four Corners Award for Best Nonfiction Book, a Kínai Nemzeti Könyvtár Wenjin-díja, a Los Angeles Press Club Award for Best Feature Story, a Best of the West Award in Journalism, a Robert F. Kennedy Journalism Citation, az Unity Media Award, a brazil kormány Premio Nacional de Jornalismo Radiofonico díja, valamint a Ford Foundation, a Corporation for Public Broadcasting, a Rockefeller Alapítvány és a MacArthur Foundation jelentős támogatásai. The World Without Us című könyve döntős volt a National Book Critics' Circle Award, a J. Anthony Lukas Book Prize, az Orion Prize és a Rachel Carson Environment Book Award díjra. A Countdown elnyerte a 2013-as Párizsi Könyvfesztivál tényirodalmi díját, a 2014-es Los Angeles Times Könyvdíját, a 2014-es Nautilus Gold Book Awardot, a Population Institute’s 2014-es Global Media Award legjobb könyvének járó díját, valamint döntős volt az Orion-díj és a Books for a Better Life Award díjra.
Weisman 2007. augusztus 21-én a The Daily Show, 2014. március 14-én pedig a Real Time with Bill Maher című műsor vendége volt.
- 1998 Social Inventions Award, Global Ideas Bank, Gaviotas: A Village to Reinvent the World
- 2007 National Book Critics Circle Award(wd) finalist in Nonfiction, The World Without Us
- 2007 Time magazine's Best Books of the Year, Nonfiction #1, The World Without Us
- 2007 Salon Book Award(wd), The World Without Us
- 2008 Book Sense(wd) Book of the Year Honor Book, Nonfiction, The World Without Us
- 2008 Orion Book Award(wd) Finalist, The World Without Us
- 2008 ALA Notable Books for Adults(wd), The World Without Us
- 2013 Paris Book Festival Prize for nonfiction, Countdown
- 2014 Los Angeles Times Book Prize(wd) (Science and technology) winner for Countdown: Our Last, Best Hope for a Future on Earth?[1]
- 2014 Nautilus Gold Book Award, Countdown
- 2014 Population Institute’s 2014 Global Media Award for best book, Countdown
- 2014 Orion Book Award Finalist, Countdown
- 2014 Books for a Better Life Award Finalist, Countdown

## Magánélete
Bár sokan embergyűlölőnek nevezik, Weisman állítja, hogy nem az. Szerinte „nem csak a madarak tudnak énekelni ezen a bolygón”. Weisman Massachusettsben él feleségével, Beckie Kravetz-szel, aki szobrász és maszkkészítő.

## Könyvei
- 1986 LA Frontera: The United States Border With Mexico
- 1998 Gaviotas: A Village to Reinvent the World
- 1999 An Echo in My Blood: The Search for My Family's Hidden Past
- 2007 The World Without Us(wd)
- 2013 Countdown: Our Last, Best Hope for a Future on Earth?

### Magyarul megjelent
- A világ nélkülünk: Egy lenyűgöző és gondolatébresztő kirándulás az ember utáni Földön (The World Without Us) – GABO, Budapest, 2009 · ISBN 9789632520278 · Fordította: Kovács Tibor

## Fordítás
- Ez a szócikk részben vagy egészben  az   Alan Weisman című angol Wikipédia-szócikk fordításán alapul.  Az eredeti cikk szerkesztőit annak laptörténete sorolja fel. Ez a jelzés csupán a megfogalmazás eredetét és a szerzői jogokat jelzi, nem szolgál a cikkben szereplő információk forrásmegjelöléseként.